# Шелухин, Пётр Семёнович
Пётр Семёнович Шелухин (1894 — 1983) — советский военный деятель, командующий ВВС Сибирского военного округа, генерал-лейтенант авиации.

## Биография
Родился в селе Ровное (ныне Новоукраинский район Кировоградской области) в рабочей семье. В 17 лет пошёл на завод. Как отец и дед, стал кузнецом. На заводе познакомился с большевиками, от которых впервые и узнал о революционной борьбе.

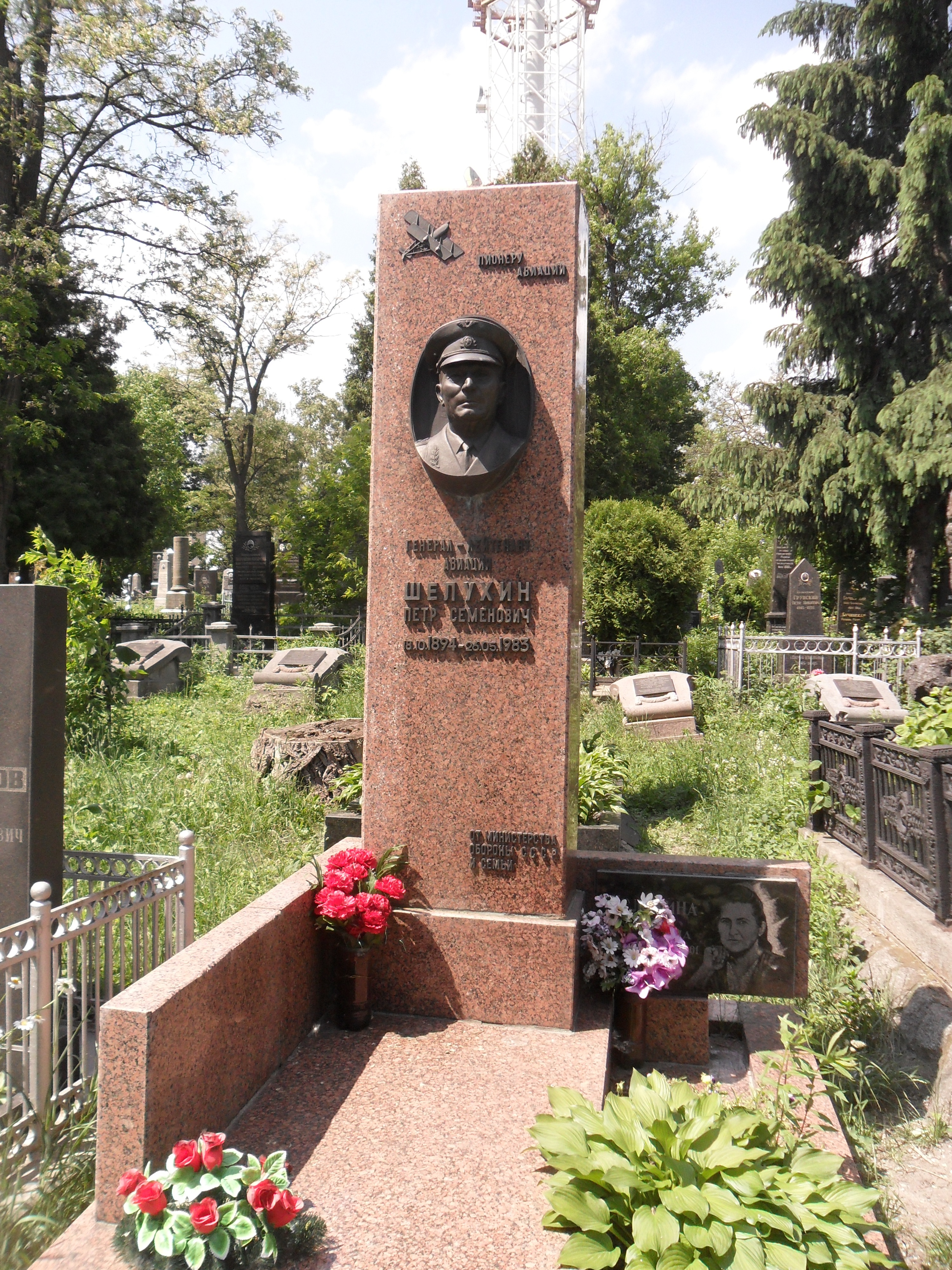
Могила Шелухина на Лукьяновском военном кладбище Киева.

В 1915 году в Николаеве на первомайской демонстрации молодой рабочий Шелухин шёл впереди колонны, неся с товарищем большой красный плакат с надписью «Долой войну, долой царя!». Полиция разогнала демонстрацию и арестовала многих её участников, в том числе и Петра Шелухина. Но вскоре пришло указание: всех арестованных отправить в действующую армию для укомплектования штрафных рот, чтобы они «кровью смыли революционные грехи».
Участник Первой мировой войны. На фронте командир авиационного отряда взял мастерового парня к себе мотористом. Так Шелухин попал в авиацию, где не только обслуживал самолёты, но и летал в качестве наблюдателя.
После Октябрьской революции был избран председателем солдатского комитета авиаотряда. В 1919 году окончил Московскую лётную школу (по другим сведениям направили в Киевскую лётную школу в апреле 1919 года, а затем перевели в Москву). Участвовал в Гражданской и советско-польской войнах в составе 2-го авиадивизиона.
С 1 февраля 1925 года — командир 2-й истребительной авиационной эскадрильи. С 1 августа 1928 года — командир 15-й истребительной авиабригады Белорусского военного округа, г. Брянск. С 1 декабря 1928 года — командир и военком 15-й истребительной авиабригады Белорусского военного округа, г. Брянск. С июня 1937 года — начальник ВВС Закавказского военного округа. С 1938 года — командующий ВВС Приморской группы войск Особой Краснознамённой Дальневосточной армии. Перед началом Великой Отечественной войны занимал должность заместителя командующего ВВС Московского военного округа .
С 27 июня 1941 года — командующий ВВС Южного фронта. В 1942—1946 годах — командующий ВВС Сибирского военного округа. С 1947 года в отставке, активно вёл партийную, общественную и военно-патриотическую работу.

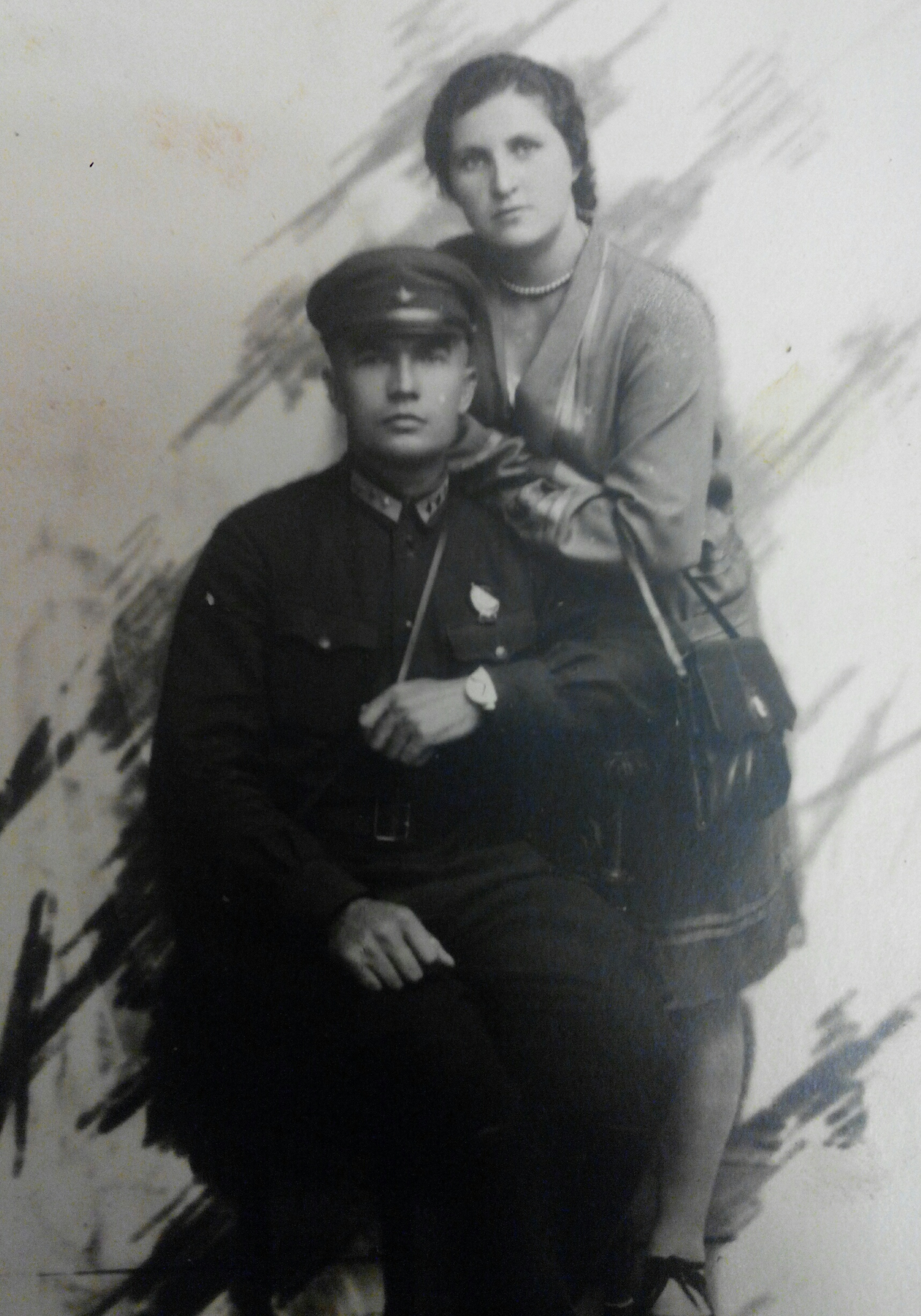
Пётр Шелухин, 1929 год

## Интересные факты
По окончании Гражданской войны авиаотряд, которым командовал Шелухин, отвели на переформирование в Подмосковье. В сформированную 2-ю эскадрилью для приведения лётчиков к военной присяге приехал М. И. Калинин. Эскадрилья под командованием Шелухина показала групповой пилотаж. Калинин объявил лётчикам благодарность, а у командира спросил, смогут ли самолёты построиться в воздухе таким образом, чтобы получилось слово «Ленин». Шелухин заверил, что смогут, если хорошо потренироваться. И на праздновании 6-й годовщины Октябрьской революции 2-я истребительная эскадрилья в небе Москвы выписала фамилию вождя революции.
Его воспитанниками одно время были Валерий Чкалов и Александр Покрышкин.

## Награды
В августе 1920 года за мужество и отвагу, проявленные на боевых вылетах, совершённых под обстрелом противника, был награждён орденом Красного Знамени.
За множество успешно проведённых авиационных разведок боем был награждён именными часами.
Под его командованием 15-я истребительная авиационная бригада превратилась в образцовое соединение, за что был награждён орденом Ленина.

## История присвоения воинских званий
- 21 ноября 1935 присвоено звание комдив[1];
- 22 февраля 1938 присвоено звание комкор[2];
- 4 июня 1940 присвоено звание генерал-майор авиации[3];
- 4 февраля 1944 присвоено звание генерал-лейтенант авиации[4];

## Семья
- Жена 1(возможно брак гражданский) Сбоева Лариса Александровна(5 мая 1903-13 фев. 1973);Зоя Федоровна Шелухина(девичья фамилия не известна)
- дочь Шелухина Инна Петровна — архитектор
- От первого брака двое сыновей Леонид Петрович(14 июл. 1922-30 авг. 1971) и Чилли Петрович(7 окт. 1925-21янв. 2006);от второго брака Владимир Петрович и Инна Петрович(все летчики истребители)
- от первого брака две внучки Вера и Елена(дочери сына Леонида) и два внука Николай и Александр(от сына Чилли);от второго брака две внучки Елена и Татьяна(от сына Владимира)
- правнуки от первого брака Жаклин Виктор и Александр(от Елены) Владимир(от Николая) От второго брака у обеих дочерей есть дети
- Сестра Шелухина Елена Семеновна (1899—1992), партийный деятель, политработник.